# Lamp Lit Prose
Lamp Lit Prose è l'ottavo album in studio del gruppo rock sperimentale statunitense Dirty Projectors, pubblicato nel 2018.

## Tracce
Testi e musiche di David Longstreth, eccetto dove indicato.
1. Right Now (featuring Syd) – 4:30
2. Break-Thru – 3:47
3. That's a Lifestyle – 4:23
4. I Feel Energy (featuring Amber Mark) – 4:36
5. Zombie Conqueror (featuring Empress Of) – 3:45
6. Blue Bird – 3:49
7. I Found It in U – 3:27
8. What Is the Time – 3:15
9. You're the One (featuring Robin Pecknold & Rostam) – 2:18
10. (I Wanna) Feel It All (featuring Dear Nora) (Longstreth, Nat Baldwin, Mike Daniel Johnson) – 4:22